# Шиллерова, Алена
Алена Шиллерова (чеш. Alena Schillerová; род. 1964) — министр финансов Чехии с 13 декабря 2017 года по 17 декабря 2021 года

## Биография
Алена Шиллерова родилась 18 марта 1964 г. в городе Брно в центральной части Чехословакии (ныне восточная часть Чехии).
В 1986 г. окончила юридический факультет Университета им. Яна Эвангелисты Пуркине (с 1990 г. Масариков университет), в 2000 г. там же получила докторскую степень по административному и агро-кооперативному праву.
В 1991—2012 гг. работала в Налоговом управлении в районе Брно-пригород. В 1991—1994 гг. — юрист Финансового управления, в 1994 г. — начальник правового отдела финансового управления, в 1995—2006 гг. — заместитель директора, в 2006—2012 г. — директор финансового управления.
В 2014—2015 гг. являлась главой отдела по правовым и налоговым вопросам Генерального финансового директората.
В 2013—2014 гг. — исполняла обязанности заместителя директора Краевого налогового управления Южноморавского края, в 2015 г. — директора налогового отдела Генерального финансового управления.

### В правительстве
В 2016—2017 г. была заместителем министра финансов (Андрея Бабиша) по вопросам налогов и таможенных сборов в правительстве Богуслава Соботки.
С 13 декабря 2017 г. является министром финансов в правительстве Андрея Бабиша.
30 апреля 2019 г. назначена заместителем премьер-министра.